# سیارک ۱۸۴۸
سیارک ۱۸۴۸ (به انگلیسی: 1848 Delvaux، نامگذاری:1933QD) هزار و هشتصد و چهل و هشتمین سیارک کشف شده‌است که در ۱۸ اوت ۱۹۳۳ کشف شد.
قدر مطلق سیارک برابر ۱۰٫۹۰ است.